# L'Ours et l'enfant : Danger dans les montagnes

L'Ours et l'enfant: Danger dans les montagnes (Gentle Ben 2: Danger on the Mountain) est un téléfilm américain réalisé par David S. Cass Sr. et diffusé le 5 janvier 2003.

## Synopsis
Des escrocs troublent la tranquillité de Mark et Ben...

## Fiche technique
- Titre original : Gentle Ben
- Réalisation : David S. Cass Sr.
- Scénario : Walt Morey, Naomi Janzen
- Durée : 110 minutes
- Pays :  États-Unis

## Distribution
- Dean Cain : Jack Wedloe
- Reiley McClendon : Mark Wedloe
- Corbin Bernsen : Fog Benson
- Cody Weiant : Ashley Benson
- Martin Kove : Cully
- Ashley Laurence : Dakota
- Gil Birmingham : Pete
- J. Karen Thomas : Ms. Washborough
- Jack Conley : Cal Stryker
- Bonkers : Ben